# Kinyras

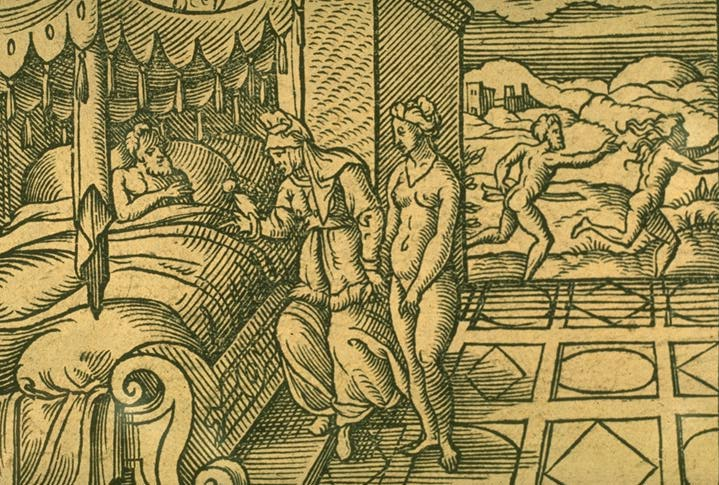
Myrrha a Kinyras, rytina: Virgil Solis (1514–1562)

Kinyras nebo Kinyrás (starořec. Κινύρας – Kinyras/jiný přepis: Kinyrás, lat. Cinyras) byl podle řecké mytologie syn kilíkského krále Sandaka a jeho manželky Farnaky (nebo syn asyrského krále Pafa). Byl kyperský král, otec Afroditina miláčka Adónida a jeho matky Myrrhy.
Kinyras následoval svého otce Sandaka, který odešel z Asýrie do Kilíkie, kde založil město Kelenderis. Kinyras se později usadil na Kypru, kde založil město Pafos a oženil se s Metharmou, dcerou kyperského krále Pygmaliona. Manželům se narodil syn Oxyporos a podle této verze mýtu i syn Adónis a dcery Orsediké, Laogoré a Braisia. Kinyras pak vládl dlouho velmi šťastně. Jeho bohatství se podobně jako lýdskeho krále Kroise, stalo ve starověku příslovečným.
Kinyras začal na Kypru těžit měď a také jej označují za vynálezce dlaždic a nástrojů, jako jsou kleště, kladivo a kovadlina.
Za jeho vlády se konala slavná trojská válka. Když k němu přišla delegace, v níž byl spartský král Menelaos, Agamemnónův posel a přítel Talthybios a ithacký král Odysseus, která ho měla přesvědčit, aby se stal jejich spojencem, Kinyras je bohatě obdaroval a slíbil jim, že pošle do války padesát lodí. Nakonec však poslal jen jednu, které velel jeho syn Mygdalión.
Ve druhém manželství byla jeho manželkou Kenchreis a narodila se jim dcera Myrrha (Smyrna), na jejíž počest založil stejnojmenné město v Malé Asii. Kinyras se stal prvním knězem Afrodity a zasvětil jí chrám v městě Pafos. Jeho příslovečná štěstěna ho opustila, když se jeho manželka chlubila, že jejich dcera je krásnější než samotná bohyně Afrodita. Bohyně nemohla tolerovat takové srovnání a přichystala strašnou pomstu. Myrrha se pak do svého otce tak velmi zamilovala, že své lásce nedokázala odolat.
Za pomoci své chůvy, která krále Kinyra opila vínem, se stala jeho milenkou. Když si později Kinyras uvědomil, co se stalo, vzal meč a pokusil se svou dceru zabít, ale té se podařilo uprchnout do daleké ciziny, kde se později sama proklela strašlivou kletbou, aby ji bohové zbavili života i smrti. Bohové ji tedy proměnili na strom, kterému je určeno neustále plakat. Krůpěje, které z kmene stromu vyrážejí, se dodnes nazývají myrha. Myrrha přeměněna na strom pak ještě porodila syna a zároveň svého bratra, jménem Adónis, což byl pozdější miláček bohyně Afrodity.
Pověst není řeckého původu. Řekové ji převzali pravděpodobně od Féničanů. Už ve starověku ji považovali za „píseň z cizích krajů“ jak ji uvádí v jejím přebásnění i římský básník Ovidius v díle Proměny.